# Alpağut, Mustafakemalpaşa
Alpağut là một xã thuộc huyện Mustafakemalpaşa, tỉnh Bursa, Thổ Nhĩ Kỳ. Dân số thời điểm năm 2011 là 753 người.